# Querelle des femmes

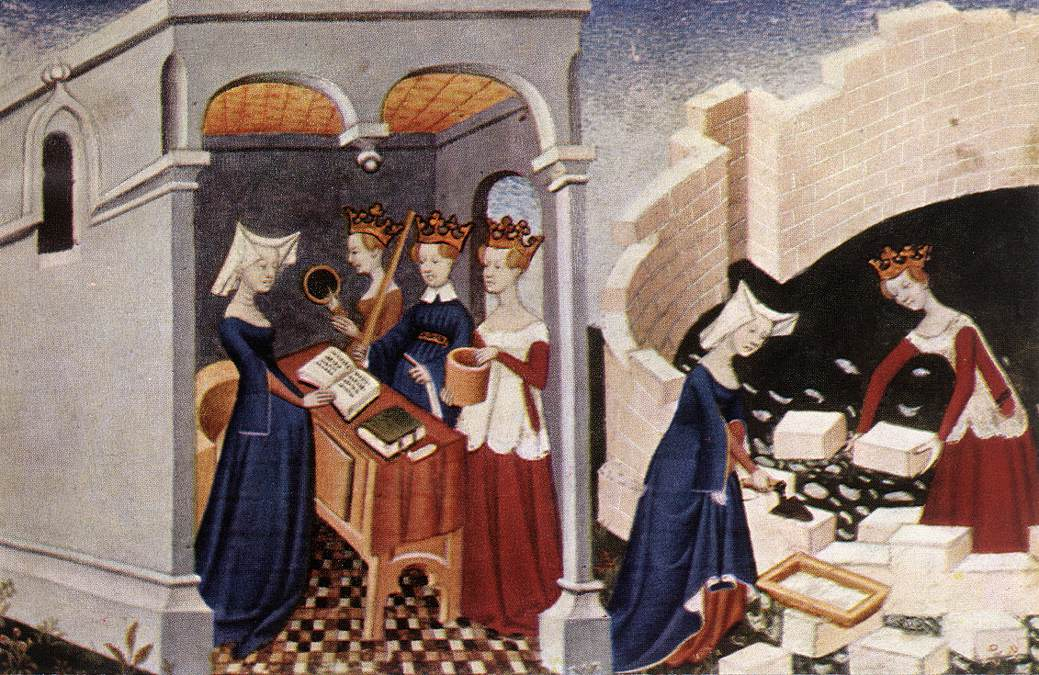
Miniatuur in het manuscript van Livre de la Cité des Dames van Christine de Pisan met aan de linkerkant Pisan die in gesprek is met de Rede.

De Querelle des femmes was een literair-historisch debat over de positie en de natuur van de vrouwen in de premoderne samenleving in Europa. Het debat werd met name gevoerd tussen de veertiende en de zeventiende eeuw, waarbij het zwaartepunt lag rond 1600.
De term Querelle des femmes is afkomstig uit het Frans en wordt door historici gebruikt omdat dit debat ontdekt werd bij bestudering van Franse teksten. Het debat was wel een pan-Europees fenomeen. Er zijn meer dan honderd teksten in het kader van dit debat geschreven.

## Debat
Het debat omtrent de vrouwen ontstond in de middeleeuwen. De kritiek op de vrouwen kwam zowel uit klerikale als seculiere hoek en zij schilderden de vrouwen als sluw, dominant en veeleisend af. In reactie hierop werden er door andere schrijvers lijsten opgesteld met vrouwen die beroemd en prijzenswaardig waren en bekend stonden om hun loyaliteit, moed en moraliteit. Een van de vrouwen die zich in dit debat mengde was Christine de Pisan (ca. 1364 – ca. 1430) en zij verdedigde niet alleen de vrouw maar zocht ook naar de redenen waarom de vrouwen tweederangsburgers waren. In 1401 reageerde ze op de Roman de la rose van Jean de Meung en veroordeelde ze diens misogynie in de roman. Hierdoor ontstond er de Querelle de la rose. In haar Livre de la Cité des Dames  refereerde ze naar het werk van Giovanni Boccaccio door te stellen dat de vrouw gelijkwaardig is aan de man.
De Italiaanse humanist Baldassare Castiglione (1478 – 1529) breidde in zijn boek Il libro del cortegiano het debat uit naar de rol van de vrouw aan het hof. Hierin werd de vrouwelijke verlegenheid, die aanvankelijk als een zwaktepunt voor de vrouw werd gezien, tot een pluspunt omgebogen. Ondanks deze paradoxale aanpak om sterktes uit zwaktes te halen leidde dat niet tot nieuwe plekken waar vrouwen zich konden ontplooien.
In de late zestiende en de vroege zeventiende eeuw nam het aantal vrouwelijke deelnemers aan de Querelle toe. Zo participeerden de Italianen Catherina des Roches, Lucrezia Marinella, Moderata Fonte en de Engelse Rachel Speght in het debat.
De in Keulen geboren, maar als eerste vrouw aan de Utrechtse Universiteit colleges volgende Anna Maria van Schurman (1607-1678) schreef in het Latijn een ‘verhandeling over de geschiktheid van de vrouwelijke geest voor de wetenschap en letteren’.
Mary Wollstonecraft (1759-1797) deed een van de laatste bijdragen aan het debat. In 1772 verscheen van haar hand A Vindication of the Rights of Woman: with Strictures on Political and Moral Subjects. Zij stelt hierin dat vrouwen niet van nature inferieur zijn aan mannen, maar dat gebrek aan educatie er toe kan leiden dat mannen zich superieur voelen ten opzichte van vrouwen. Volgens haar moeten mannen én vrouwen als rationele en gelijkwaardige mensen worden beschouwd en dan ook dezelfde opleiding krijgen.